# Werner d'Hesbaye
Werner o Garnier fou comte de Zulpich i d'una part d'Hesbaye. Va ser nomenat vers el 958 en el lloc de Rodolf d'Hesbaye, deposat junt amb Reyner III d'Hainaut. Brunó l'arquebisbe de Colònia confirmava un intercanvi de propietats entre l'abat de Stavelot i el seu fidel Warner en carta del 953, en el regnat d'Otó I. Després del 958 l'emperador li va donar terres a Hesbaye per carta de 17 de gener del 966. El 973 fou comte de Valenciennes una de les dues parts en què s'havia dividit el comtat d'Hainaut. Renyer IV d'Hainaut va retornar del seu exili poc després del nomenament de Werner o Guarnier a Valenciennes i del seu germà Renald a Mons, els va derrotar i els va matar, recuperant els dominis paterns. Fou possiblement succeït per Folcuí d'Hesbaye en el comtat d'Hesbaye.